# بن كلايد
بن كلايد (بالإنجليزية: Ben Clyde)‏ مواليد 10 يونيو 1951 في ألباني، هو لاعب كرة سلة أمريكي معتزل. بدأ مسيرته الاحترافية في سنة 1974. تم اختياره من قبل فريق بوسطن سيلتكس خلال الدرافت. حمل الرقم 33. يبلغ طوله 6 قدم 7 بوصة (2.0 م). اعتزل اللعب في 1975.

## روابط خارجية
- بن كلايد على موقع إن بي أي (الإنجليزية)
- بن كلايد على موقع سبورتس رفرنس (الإنجليزية)
- بن كلايد على موقع كلية كرة السلة في سبورتس رفرنس.كوم (الإنجليزية)
- بن كلايد على موقع ريلجم (الإنجليزية)
- بن كلايد على موقع بروبوليرز (الإنجليزية)